# Xúp kem

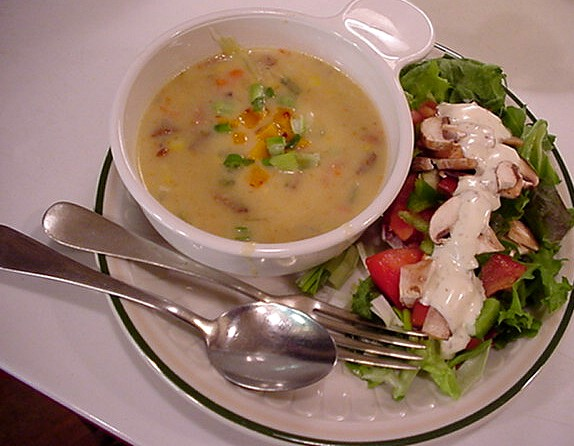
Bát xúp kem ăn kèm salad trộn xốt kem.

Xúp kem là một món xúp được chế biến bằng kem sữa, chất kem ít béo, nửa và nửa hoặc sữa làm thành phần chính.  Đôi khi sản phẩm sữa được thêm vào cuối quá trình nấu, chẳng hạn như sau khi xúp kem được xay nhuyễn.
Một xúp kem thường sẽ có một cơ sở xúp, được chuẩn bị với các thành phần như hành tây, cần tây, bột tỏi, muối cần tây, bơ, nhỏ giọt thịt xông khói, bột mì, muối, hạt tiêu, ớt bột, sữa, kem nhẹ, và thịt gà hoặc rau.  Các loại rau hoặc thịt khác nhau sau đó được thêm vào cơ sở. Đôi khi, rau và thịt còn sót lại được sử dụng trong xúp kem.

## Các loại xúp kem
Vô số xúp kem đáng chú ý đang tồn tại, bao gồm, nhưng không giới hạn ở những loại xúp được liệt kê dưới đây.
| Ảnh                                                       | Tên                   | Mô tà |
| --------------------------------------------------------- | --------------------- | --- |
| Một tách bisque tại một nhà hàng                          | Bisque                | Món xúp kem sữa béo truyền thống được làm từ các loài sò ốc, nhưng có thể được làm với bất kỳ loại hải sản hoặc các thành phần cơ bản khác |
| Bobó de Camarão                                           | Bobó de Camarão       | Một món Brazil giống chowder có tôm cùng bột manioc hoặc cassava nhuyễn với sữa dừa và các thành phần khác. |
| Bột ngô với bơ và vôi                                     | Chowder               | Thường được làm từ sữa hoặc kem, chowder cá, chowder ngô và chowder ngao, đặc biệt phổ biến ở các vùng Bắc Mỹ của New England và Atlantic Canada. |
| Chowder ngao được được chế biến từ toàn bộ phần thịt ngao | Chowder ngao          | Bất kỳ một số loại xúp chowder nào có chứa ngao và nước dùng, vẫn tồn tại nhiều biến thể của khu vực, nhưng hai loại phổ biến nhất là New England hoặc chowder "ngao", một loại chowder dựa trên kem và chowder ngao Rhode Island / Manhattan thường được phục vụ không có thành phần kem. |
| Chowder ngô với tôm                                       | Chowder ngô           | Thành phần bột ngô cơ bản bao gồm ngô, hành tây, cần tây, sữa hoặc kem và bơ. |
| Kem của Măng Tây Soup                                     | Kem xúp măng tây      | Măng tây, thịt gà hoặc rau nhẹ và sữa hoặc kem là thành phần chính. |
| Kem bông cải xanh                                         | Kem xúp bông cải xanh | Thành phần chính là bông cải xanh, cổ phiếu và sữa hoặc kem. Những loại kem xúp bông cải xanh được sản xuất hàng loạt được sản xuất bởi nhiều nhà sản xuất thực phẩm khác nhau, chẳng hạn như Công ty Campbell Soup.                                                                       |
| Kem súp gà                                                | Kem xúp gà            | Được sản xuất hàng loạt dưới dạng xúp đặc, nhiều biến thể phi thương mại và tự chế cũng tồn tại |
| Kem nấm dại                                               | Kem xúp nấm           | Một món xúp đơn giản trong đó một roux cơ bản được pha loãng với kem hoặc sữa và sau đó nấm và/hoặc nước cốt nấm được thêm vào. Ở Mỹ, Công ty Campbell Soup bắt đầu sản xuất "Kem của xúp nấm" nổi tiếng vào năm 1934.                                                                     |
| Kem súp rau bina                                          | Kem rau bina          | Với rau bina là thành phần chính, các thành phần bổ sung có thể bao gồm hành tây, hành lá, cà rốt, cần tây, cà chua, khoai tây, nước chanh, dầu ô liu, gia vị, muối và hạt tiêu. Xúp rau bina thường được phục vụ nóng, nhưng cũng có thể được phục vụ như một món xúp lạnh.               |
| Một chowder tôm                                           | Kem tôm               | Đôi khi được chuẩn bị như một món xúp kem, trong hình là một chowder tôm. |
| Kem Tomato Soup                                           | Xúp cà chua           | Kem xúp cà chua được làm với cà chua là thành phần chính và kem hoặc sữa là một thành phần. Nó có thể được phục vụ nóng hoặc lạnh trong một cái bát, và có thể được làm theo nhiều cách khác nhau.                                                                                         |
| Súp cô-cua                                                | Xúp She-Crab          | Món xúp đặc tương tự như xúp bisque, được làm từ kem sữa béo, nước cá hoặc cua hầm, thịt cua xanh Đại Tây Dương và trứng cua (theo truyền thống), một chút rượu Sherry (Tây Ban Nha) loại "dry" được thêm vào khi phục vụ trên đĩa.                                                        |

Các loại xúp kem bổ sung gồm xúp kem hoa lơ trắng, tiểu hồi hương, khoai tây, ngô, quả óc chó, bí ngô nướng, kem cần tây và kem làm từ bất kỳ nguyên liệu gì.

## Thư viện ảnh

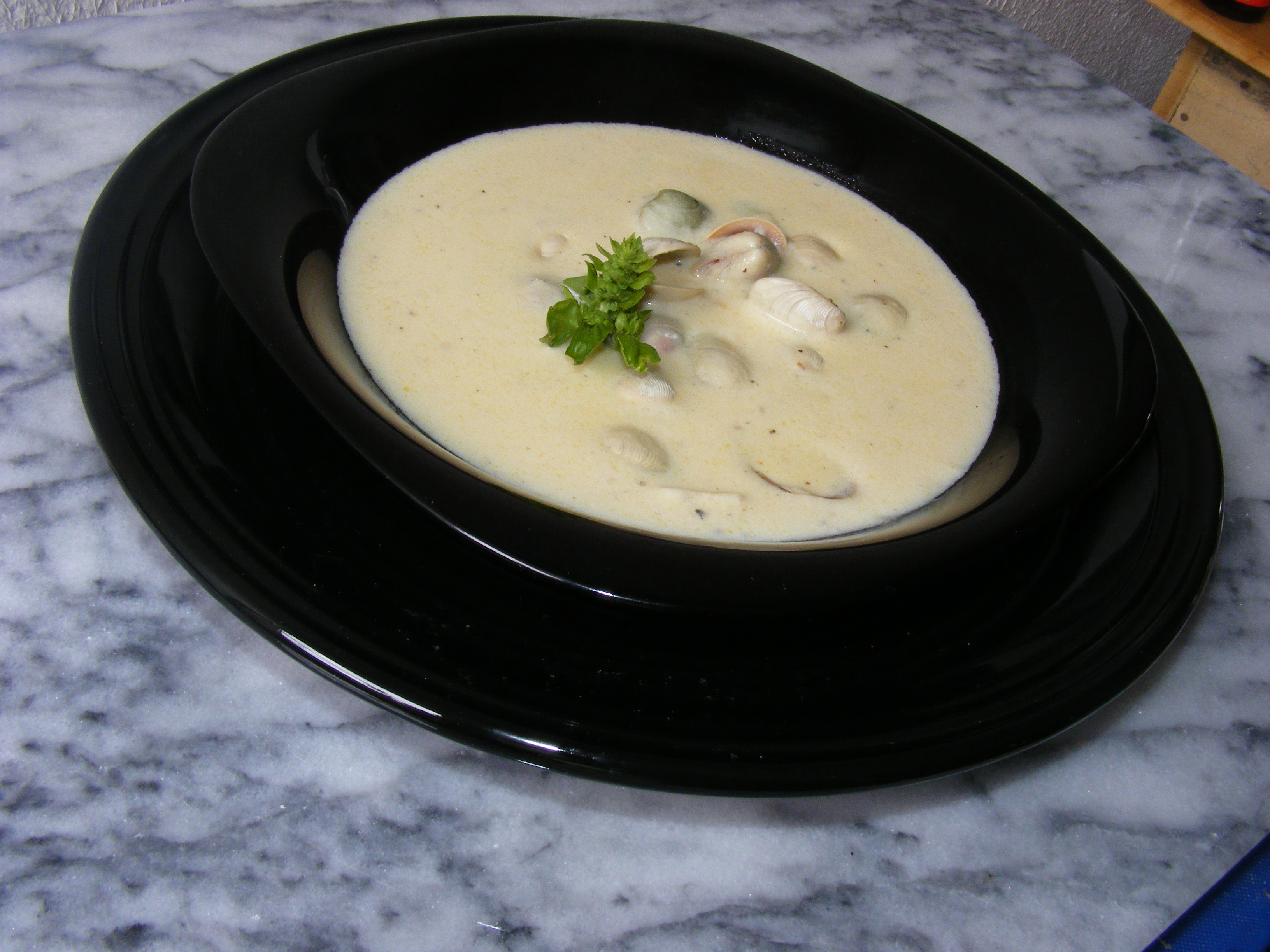
Kem ngao
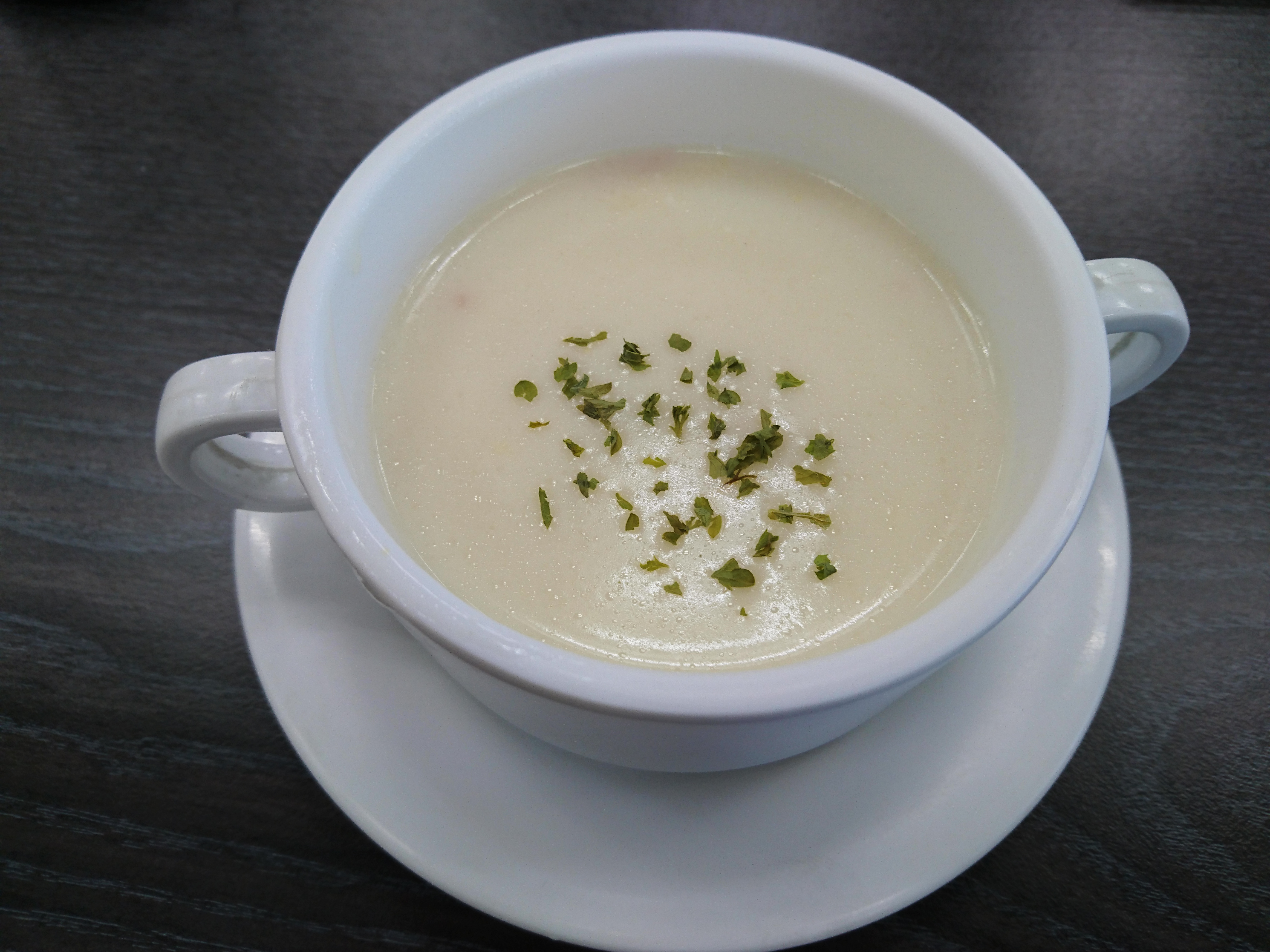
Kem súp ngô
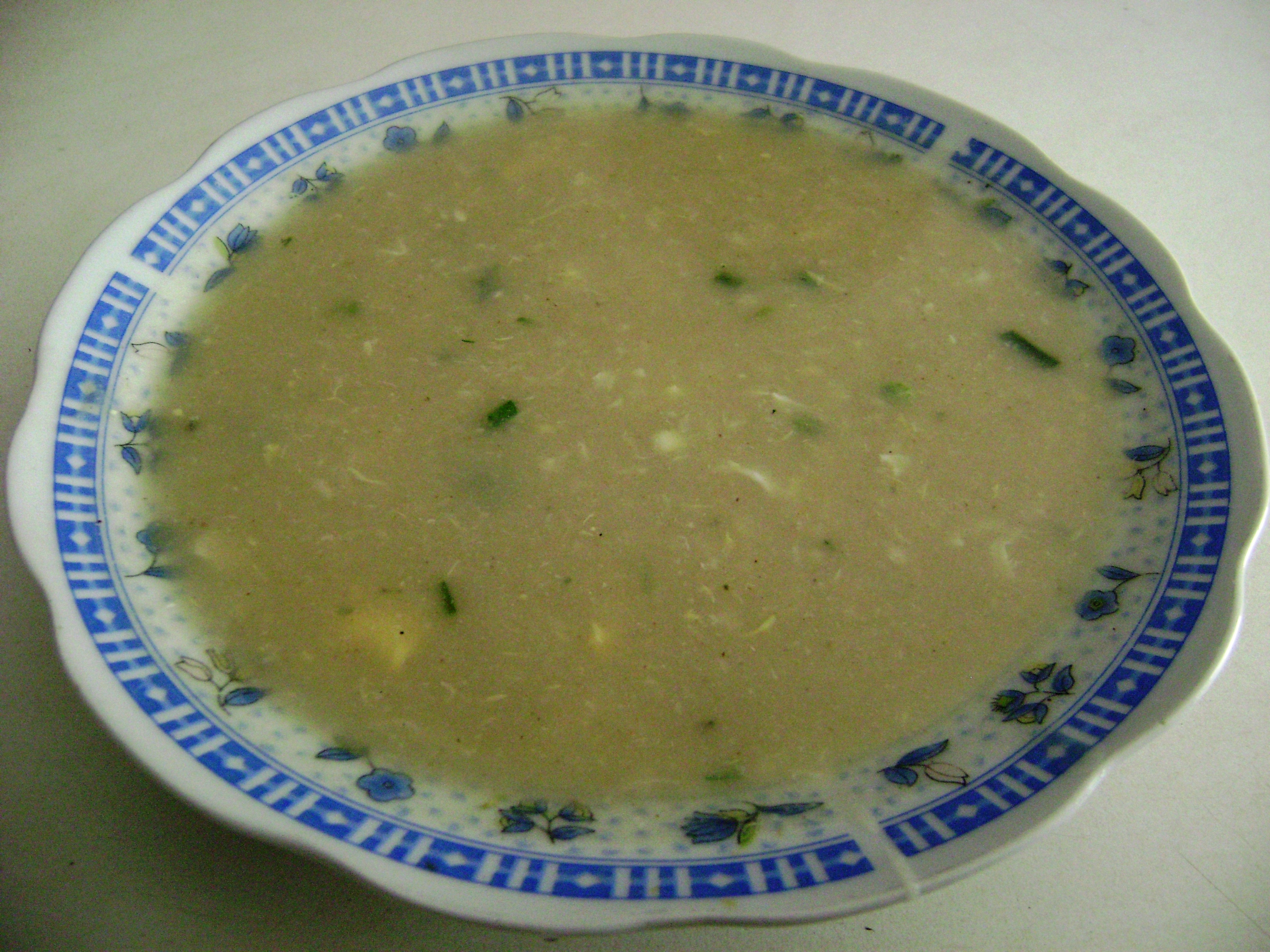
Kem súp đậu fava
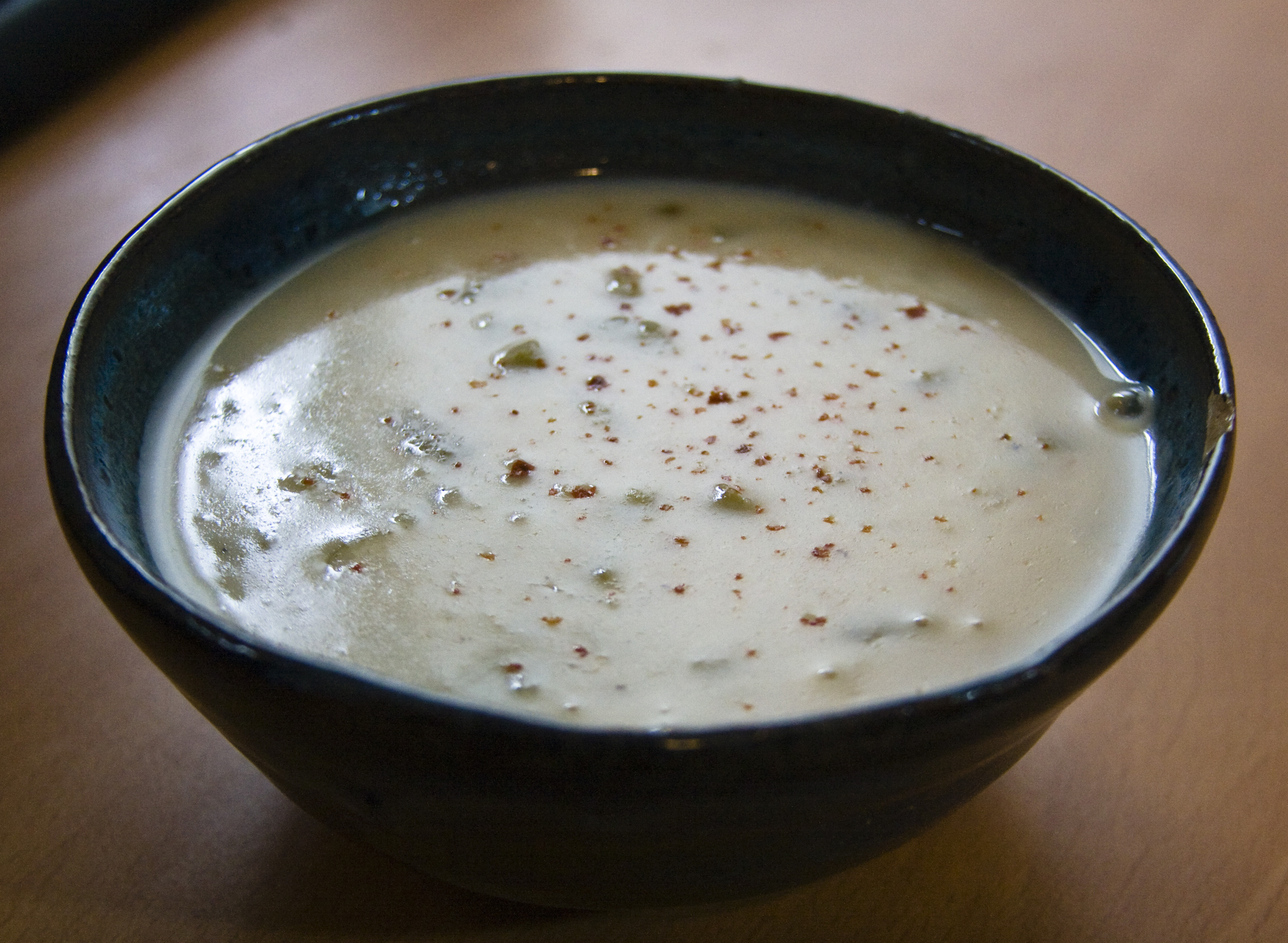
Kem súp khoai tây
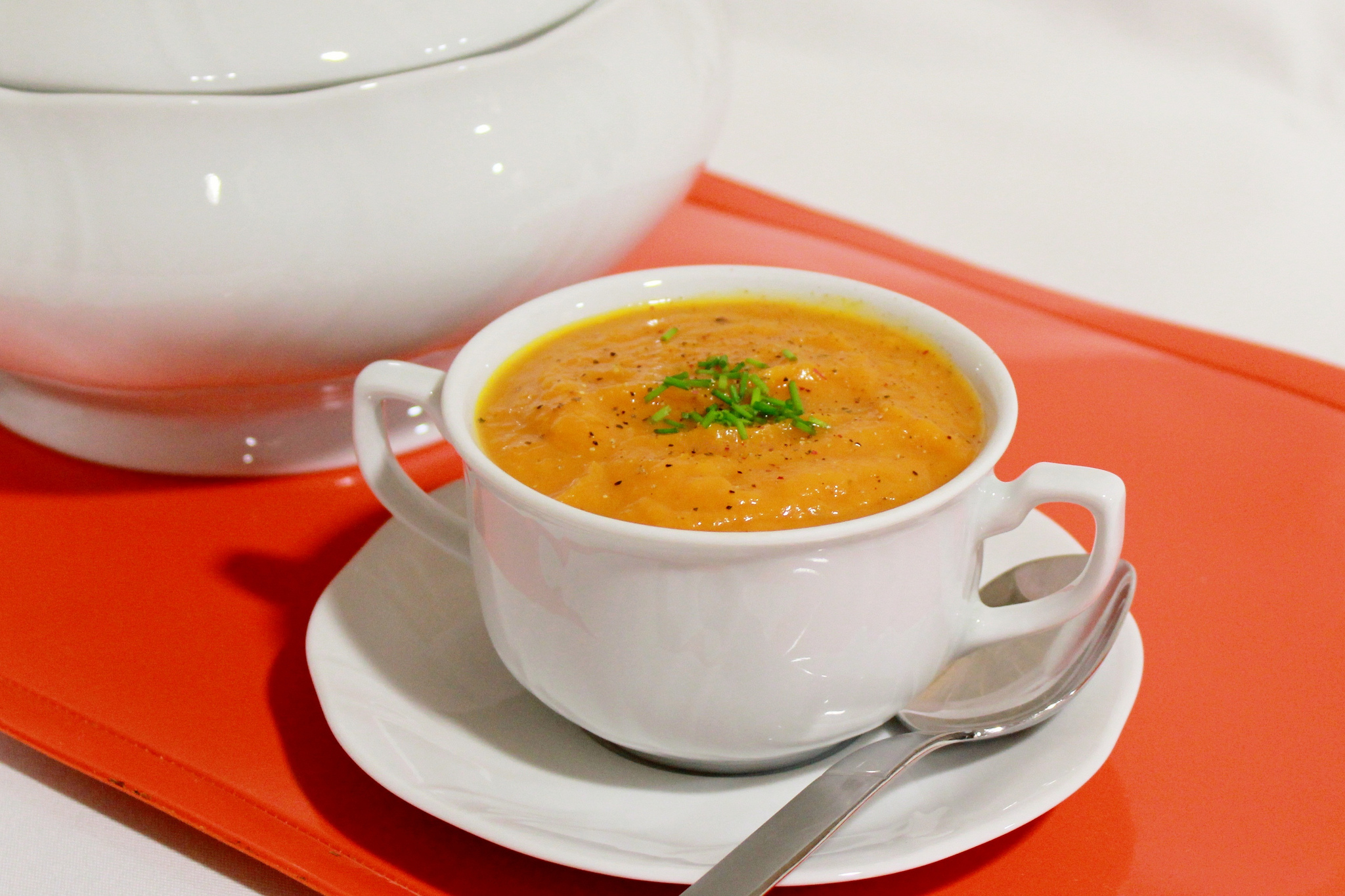
Kem súp bí ngô rang
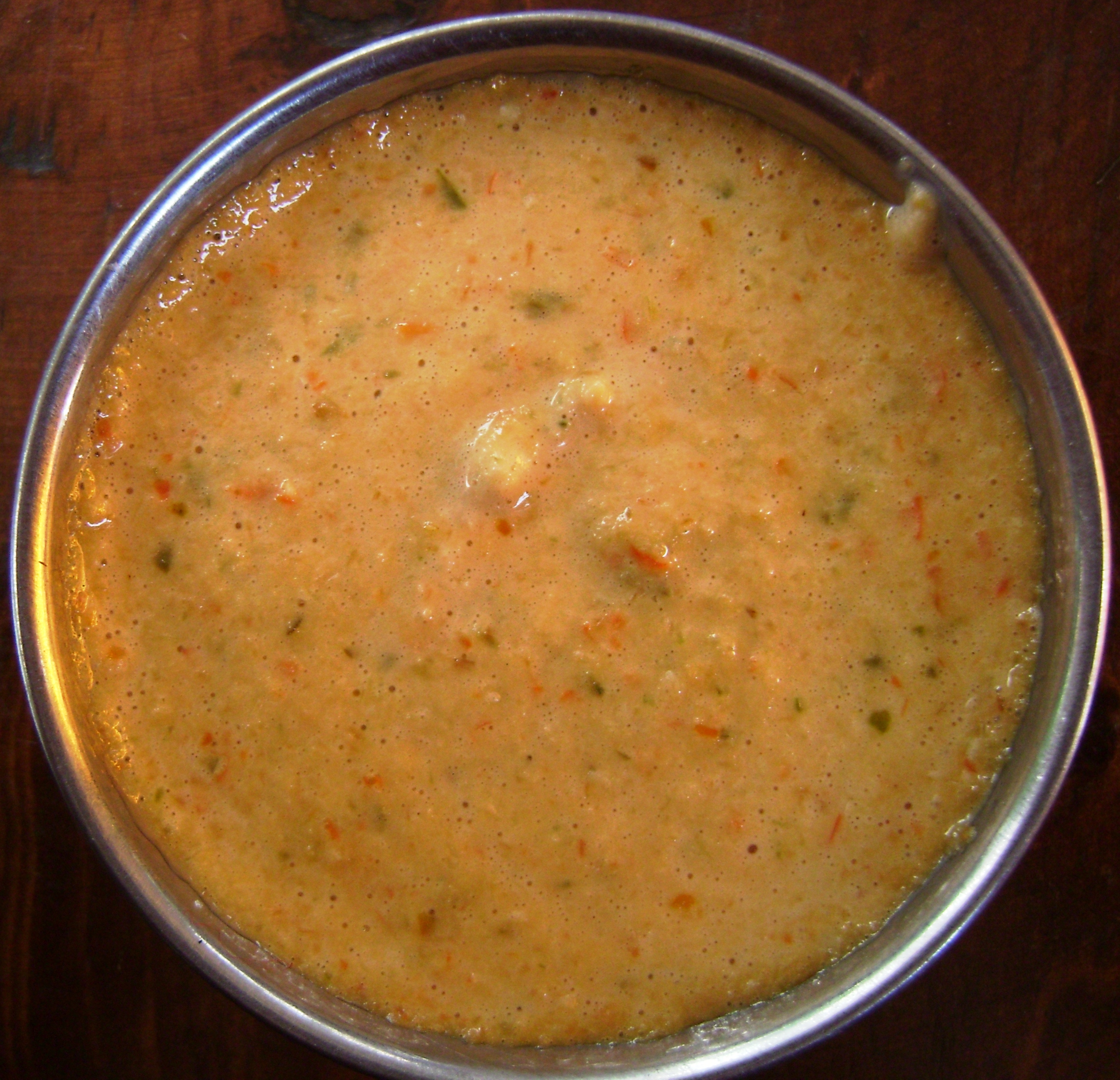
Kem súp rocoto
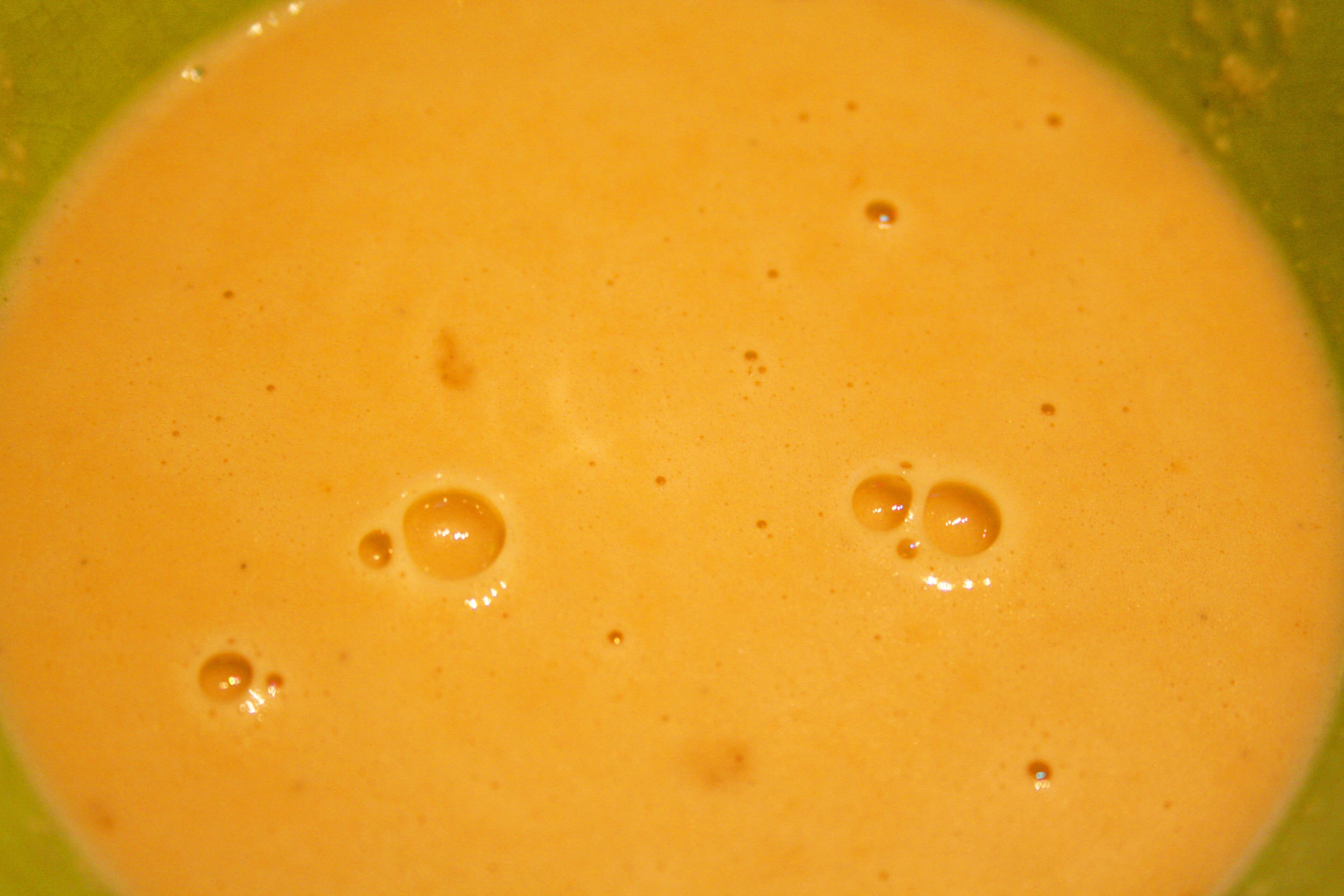
Kem súp óc chó